# Župnija Maribor – Sveti Janez Bosko
Župnija Maribor – Sveti Janez Bosko je rimskokatoliška teritorialna župnija dekanije Maribor mariborskega naddekanata, ki je del nadškofije Maribor.
Župnijska cerkev je posvečena svetemu Janezu Bosku, ustanovitelju salezijancev. Župnijo imajo v lasti in jo vodijo salezijanci.

## Zgodovina
Župnija je bila ustanovljena 30. novembra 1986 in je sprva delovala na Dragonijevi ulici 6. Novembra leta 2013 se je župnija preselila na novo lokacijo, v kompleks Don Boskov center, na Engelsovo ulico 66.
15. novembra 2015 je novo župnijsko cerkev svetega Janeza Boska blagoslovil mariborski nadškof Alojzij Cvikl ob prisotnosti X. naslednika svetega Janeza Boska, Angela Fernandeza Artimeja. To je tudi edina cerkev v Sloveniji, ki je posvečena temu svetniku.